# Alt de la Pedrosa
L'Alt de la Pedrosa és un altiplà del Massís del Montgrí al nord del poble de l'Estartit dins del municipi de Torroella de Montgrí. És el límit oriental de la part continental del Massís del Montgrí que reapareix al cap d'un quilòmetre mar endins amb la Meda Gran. Separat de les Maures (Roca Maura i Torre Moratxa) pel Torrent d'en Planes que davalla en direcció nord-oest/sud-est. El límit nord-oest estaria al Puig Torró. A l'est i al nord hi ha la mar Mediterrània amb qui forma gairebé un continu de penya-segats només interromputs esporàdicament per torrents (de nord a sud: Còrrec de la Cala Pedrosa, Còrrec de la Sardina, còrrec de la Calella) que acaben en platges de blocs i còdols.
L'elevació és abrupta i amb un fort pendent en el vessant sud, però planera un cop a dalt amb una elevació màxima de 138 msnm que davallen suaument fins que no s'enfila algun dels còrrecs. L'accés per carretera només és possible per la pista forestal que travessa el massís de l'Estartit a l'Escala que voreja el torrent d'en Planes. Des d'aquesta pista es pot arribar a la Base LORAN, que és l'única construcció evident del paratge a banda d'escadusseres i mig derruïdes tanques de pedra seca. Hi ha també antigues pedreres al límit nord-oest al vessant sud-est del Puig Torró. És el punt per on discorren els camins que menen a Cala Calella, al Golfet del Falaguer, Cala Pedrosa o Cala Ferriol.